# Rocío de Frutos (soprano)
Rocío de Frutos Domínguez (Séville, 1978), est une soprano espagnole. Elle a chanté avec de nombreux orchestres, entre autres La Capella Reial de Catalunya, Musica Ficta, Le Concert des Nations, Hesperion XXI, l'Orchestre symphonique Hispalense et l'Orchestre baroque de Séville.

## Discographie
- Vásquez (1500-1560), Soledad tengo de ti[2].
- Pergolesi. Stabat Mater. Orchestre de chambre européen. Directeur José Carlos Carmona.
- Granada (1013-1502), Jordi Savall, Hespèrion XXI, La Capella Reial de Catalunya[3],[4].
- Francisco López Capilla (1614-1674), Capella Prolationum. Ensemble La Danserye.
- Messe en si mineur. J.S. Bach (1685-1750), La Capella Reial de Catalunya, Le Concert des Nations. Jordi Savall.